# Clannad
CLANNAD (クラナド Kuranado) là một visual novel do hãng phần mềm Key phát triển, công ty này cũng cho ra đời hai tác phẩm nổi tiếng khác là Kanon và AIR. Key phát hành phiên bản giới hạn trên hệ máy PC vào ngày 28 tháng 4 năm 2004, và chưa đầy bốn tháng sau đó vào ngày 8 tháng 8 cùng năm, phiên bản chính thức trên các hệ máy PlayStation 2, PlayStation Portable, Xbox 360 và PlayStation 3 của trò chơi cũng được ra mắt. CLANNAD có cách chơi theo lối tuyến tính, tuy chỉ đi theo cốt truyện định sẵn nhưng người chơi có thể tương tác để có các kết thúc khác nhau. Cốt truyện chủ yếu đi sâu vào nội tâm của năm nhân vật nữ chính.
Trong khi hai tác phẩm trước của Key là Kanon và AIR đều phát hành dưới dạng trò chơi dành cho người đã thành niên và đến phiên bản sau đó được cắt bỏ vài cảnh không phù hợp cho khách hàng dưới 18 tuổi, thì tác phẩm thứ ba là CLANNAD lại phát hành cho mọi lứa tuổi và không chứa bất cứ cảnh gợi cảm nào. Vào ngày 25 tháng 10 năm 2005, Key phát hành một spin-off dành cho người lớn có tên Tomoyo After ~It's a Wonderful Life~ tập trung vào nhân vật Sakagami Tomoyo, một trong năm nhân vật nữ chính của tác phẩm này.
CLANNAD cũng được chuyển thể sang một vài loại hình truyền thông khác. Điển hình là bốn loạt manga: loạt truyện đầu tiên đăng trên tạp chí Comic Rush, loạt thứ hai đăng trên tạp chí Comi Digi +, loạt thứ ba đăng trên hai tạp chí Dengeki G's Magazine và Dengeki G's Festival! Comic, loạt thứ tư trên Dragon Age Pure. Tiếp đó, phiên bản phim anime của CLANNAD được thực hiện bởi hãng sản xuất hoạt hình Toei Animation đã ra mắt ngày 15 tháng 9 năm 2007 cùng hai bộ anime truyền hình dài tập đi kèm hai OVA thực hiện bởi Kyoto Animation, công ty đã từng chuyển thể hai tác phẩm trước của Key là AIR và Kanon. Sau đó hai bộ đĩa drama CD với 9 tập tất cả cũng được phát hành. Tất cả các bộ anime cùng các OVA của nó đều được cấp phép bởi Sentai Filmworks, bản địa hóa và phân phối bằng tiếng Anh bởi Section23 Films. Vào tháng 3 và tháng 5 năm 2009, bộ anime đầu tiên tên CLANNAD được phát hành tại thị trường Bắc Mỹ trong hai hộp đĩa, mỗi hộp chứa nửa bộ anime. Bộ thứ hai tên CLANNAD ~After Story~ phát hành tại thị trường Bắc Mỹ trong hai hộp đĩa vào tháng 10 và tháng 12 cùng năm.
Visual novel cùng hai bộ anime chuyển thể và một phim dài 94 phút của CLANNAD bán rất chạy ở Nhật Bản. Theo bảng xếp hạng những bishōjo game nội địa có doanh thu cao toàn quốc, ngay khi phiên bản giới hạn của hệ máy PC được phát hành, lập tức nó đã xếp hạng nhất hai lần và lần thứ ba thứ tự xếp hạng của phiên bản PC này đã giảm xuống ở vị trí 46 trên 50. Bộ anime CLANNAD đầu tiên phát hành trong trọn 8 bộ DVD, sáu trong số đó đứng hạng nhất về lượng đĩa anime tiêu thụ trong tuần đầu tiên phát hành ở Nhật. Bộ anime CLANNAD ~After Story~ phát hành sau đó cũng có 8 bộ DVD, bảy trong số đó đã xếp đầu bảng trong tuần đầu tiên. Phiên bản đặc biệt của anime dưới dạng DVD xếp hạng ba ngay trong tuần đầu tiên phát hành.

## Cách chơi

Một đoạn hội thoại thường gặp giữa người chơi và nhân vật Nagisa trong visual novel CLANNAD.

Visual novel CLANNAD được chia thành hai phần gồm School Life và After Story thể hiện các giai đoạn khác nhau trong toàn bộ câu truyện. Mới đầu chỉ có phần School Life là có thể chơi được, và chỉ khi người chơi đã hoàn thành xong kịch bản phần này, phần After Story mới được mở ra để người chơi tiếp tục khám phá. Xuyên suốt câu truyện là việc tìm và thu thập 8 quả cầu ánh sáng, mỗi quả cầu thu được là mỗi phần truyện về một nhân vật đã hoàn tất. Lần lượt từng quả cầu sẽ biến mất trong phần School Life nhưng sau đó sẽ xuất hiện lại trong phần After Story.
Trong phần School Life, người chơi sẽ nhập vai Okazaki Tomoya - một học sinh năm cuối trường cấp 3 - người sẽ gặp và đối thoại với tất cả các nhân vật trong trò chơi này, nhưng chỉ tập trung vào năm nhân vật nữ chính trong đó có Furukawa Nagisa. Tiếp nối ngay sau phần School Life là phần After Story, trong đó nhân vật Nagisa là tâm điểm chính, đồng thời cũng là khoảng thời gian Nagisa và Tomoya bắt đầu cuộc sống tự lập như một cặp đôi và câu truyện được dẫn dắt trong khoảng 10 năm tiếp đó. Các nhân vật khác ở phần School Life cũng xuất hiện nhưng vai trò của họ mờ nhạt hơn nhiều. Để đạt đến kết thúc thật sự trong visual novel CLANNAD thì 13 quả cầu ánh sáng phải được thu thập. Mặc dù ý định ban đầu là đưa các quả cầu ánh sáng vào như món đồ người chơi có thể sử dụng được, nhưng xét thấy nó sẽ làm tăng độ khó của visual novel cũng như làm mất tính liền mạch trong câu chuyện, nên chúng đã thay đổi chức năng chỉ còn là thu thập và cất giữ.
CLANNAD đòi hỏi người chơi tương tác ít nhiều bởi phần lớn thời gian là đọc những dòng chữ xuất hiện trên màn hình mô tả đoạn đối thoại giữa các nhân vật khác nhau xen lẫn suy nghĩ của nhân vật chính. Một yếu tố quan trọng có trong CLANNAD (cũng như hầu hết các visual novel khác) đó là người chơi chỉ có thể tương tác khi đến "điểm quyết định" thường xuất hiện và có vài lựa chọn được đưa ra. Các "điểm quyết định" này thường thay đổi và xuất hiện không đều đặn, có thể cách nhau ít phút hoặc lâu hơn. Trong khi người chơi đang phân vân giữa các lựa chọn, visual novel sẽ dừng lại chờ cho đến khi người chơi đưa ra quyết định, sau đó cốt truyện sẽ tiến triển theo một hướng nhất định. Sẽ có năm kịch bản chính tạo điều kiện cho người chơi trải nghiệm, giao lưu và kết bạn với mỗi nhân vật nữ chính cùng 13 hồi kết khác nhau. Đồng nghĩa với việc với mỗi kịch bản người chơi sẽ phải chơi lại nhiều lần để lấy được tất cả đoạn kết có trong visual novel. Thành tích hoàn thành visual novel CLANNAD nhanh nhất cũng phải mất 100 giờ.
Với tổng cộng 62.830 chữ, CLANNAD là tác phẩm đồ sộ thứ hai của Key, và theo ghi nhận của Tonokawa Yūto, CLANNAD chỉ kém 4.000 chữ so với một tác phẩm khác của Key trong năm 2008 là Little Busters! Ecstasy. Trong khi hai tác phẩm trước của Key là Kanon và AIR đều phát hành dưới dạng trò chơi dành cho người trên 18 tuổi và đến phiên bản sau đó được cắt bỏ vài cảnh không phù hợp cho khách hàng trong độ tuổi vị thành niên, thì tác phẩm thứ ba là CLANNAD lại phát hành cho mọi lứa tuổi và không chứa bất cứ cảnh gợi cảm nào.

## Tổng quan

### Chủ đề và thiết lập
Nửa đầu visual novel có bối cảnh tập trung chủ yếu vào một trường trung học phổ thông tại Nhật Bản, trường tốt nhất trong thành phố. Bên ngoài ngôi trường, các địa điểm thường xuất hiện là tiệm bánh Furukawa được trông nom bởi bố mẹ của Nagisa, và ký túc xá nơi Sunohara Youhei ở trọ. Trong suốt trò chơi, các hình ảnh mờ nhạt về một thế giới ảo cũng thường xuất hiện. Thế giới này không có ai ngoại trừ một cô gái trẻ cùng một con búp bê có sự sống mà cô tạo ra từ những mảnh rác vụn và thông qua con búp bê người chơi có thể giao tiếp với cô gái. Nửa câu chuyện còn lại tập trung vào thành phố nơi mà ngôi trường tọa lạc, sau khi phần nửa đầu kết thúc.
Có nhiều chủ đề nhất định xuất hiện trong suốt câu truyện. Chủ đề chính là đề cao giá trị của gia đình, cũng như tựa đề của visual novel do nhà biên kịch chính Maeda Jun bị nhầm khi nghĩ CLANNAD tức là "gia đình" hay "clan" (gia tộc) trong tiếng Ireland. Trong số sáu nhân vật chính thì Tomoya, Nagisa và Kotomi không phải anh em ruột thịt mặc dù cha mẹ của họ được nhắc tới khá nhiều trong trò chơi. Câu chuyện của Nagisa được viết dựa trên sự phối kết hợp giữa thứ Maeda mô tả như một "Gia đình hoàn hảo" với không khí gia đình được cảm nhận sâu sắc. Trong câu chuyện của Nagisa thường xuất hiện bài hát "Dango Daikazoku" (だんご大家族  The Big Dango Family, tạm dịch: Đại gia đình Dango) (một nhóm linh vật hư cấu theo trí tưởng tượng của trẻ em) mà Nagisa rất thích. Câu chuyện của Tomoya và Nagisa đã được viết với phong cách đưa ra hình ảnh biểu trưng cho "sự trưởng thành của tuổi trẻ" vào đoạn kết của câu chuyện. Câu chuyện của Fuko và Kyou nói về tình cảm chị em cũng đóng vai trò không thể thiếu và trong câu chuyện của Tomoyo, tất cả thành viên trong gia đình của cô là có ảnh hưởng chính. Một hàng chữ nhỏ là Mag Mell xuất hiện sau phần giới thiệu theo tiếng Ireland có nghĩa là "Cánh đồng hạnh phúc" và cũng là một câu truyện thần thoại vùng Celtic. Các bản nhạc cùng các bài hát sử dụng trong visual novel này được tập hợp lại thành một CD và phát hành với tựa đề Mabinogi, nó cũng tập hợp rất nhiều câu chuyện thời trung cổ với tiếng Wales viết theo lối văn xuôi. Tiếng Wales cũng là ngôn ngữ Celt giống như tiếng Ireland.
Theo trực quan, phần lớn các cảnh của visual novel được thể hiện với tông màu sáng và ấm áp. Những đồng cỏ xanh mướt rộng lớn và những cây hoa anh đào đâm hoa rực rỡ là hình nền thường thấy nhất trong CLANNAD và cũng được sử dụng nhiều trong các hình ảnh của những bộ anime khác như Thủy thủ Mặt Trăng có thể nói đây là một phần trong văn hóa Nhật Bản. Trong khi những cảnh cảm động hay hành động thì có cách phối màu khác nhau để thích hợp cho từng hoàn cảnh cũng như tăng sự ấn tượng. Việc phối màu tập trung vào nhân vật chính đã hình thành và làm nổi bật lên phong cách chỉ có trong manga và anime. Ngoài ra, phong cách đặc trưng của nghệ sĩ Hinoue Itaru cũng dễ dàng nhận thấy với khoảng cách giữa mũi và miệng khá nhỏ cũng như hai mắt cách nhau khá xa. Cùng với nền đồ họa tĩnh và nhân vật thể hiện hai chiều. Các cảnh thay đổi với các hiệu ứng rất đơn giản như một hình sẽ chạy từ trên xuống thế chỗ hay kéo lên và đơn giản chỉ là xoay hình cảnh nền. Khi trò chuyện với nhiều nhân vật thì các nhân vật đang nói sẽ hiện rõ lên còn các nhân vật khác sẽ mờ đi và biến mất, ngoài ra biểu hiện nét mặt của nhân vật cũng khá hạn chế.

### Nhân vật chính

Theo chiều kim đồng hồ từ hình trên cùng bên trái xuống dưới: Tomoyo, Kotomi, Kyou, Nagisa và Fuko - 5 nhân vật nữ chính của visual novel.

Người chơi sẽ nhập vai Okazaki Tomoya, nhân vật chính của CLANNAD. Tomoya được mô tả như một người chểnh mảng hay một thanh niên bất chấp mọi thứ do anh không hề có mối quan hệ nào ở trường cũng như không có mục đích sống chính, trong phần đầu của visual novel, anh thậm chí còn ghét cả thành phố mà mình đang sống (nơi CLANNAD lấy bối cảnh). Anh rất thẳng thắn trong quan điểm của mình với người khác và cũng không ngần ngại nói lên suy nghĩ của mình kể cả khi nó không phù hợp trong thời gian đó. Mặc dù thế, Tomoya rất tốt bụng với bạn bè và được biết đến điều đó vì anh sẵn sàng giúp đỡ bất cứ ai xung quanh đang cần anh. Anh không ích kỷ và không đòi hỏi những người từng được anh giúp trả công cho mình.
Tomoya đã gặp Furukawa Nagisa, một trong những nhân vật nữ chính của CLANNAD. Nagisa là một cô gái ăn nói dịu dàng, nhỏ nhẹ, lúc nào cũng tự ti về bản thân. Chính vì vậy cô luôn phải nhờ tới sự giúp đỡ của những người xung quanh. Nagisa có một thói quen khá lạ là luôn lẩm nhẩm tên của các món ăn cô ưa thích mà cô có ý định ăn ví dụ như Anpan (một loại bánh nhân đậu) để tự động viên mình. Fujibayashi Kyou, một nhân vật nữ chính khác, rất mạnh miệng và vô cùng hùng hổ, cô cũng được bạn bè và gia đình biết đến nhiều vì tài nấu ăn của mình. Khi nổi giận cô không ngần ngại ném cả một cuốn tự điển mà cô thường mang theo. Cho dù vậy cô cũng có một tính cách khác là nhẹ nhàng và quan tâm đến mọi người, tính cách này bộc lộ rõ nhất khi cô ở gần người em gái song sinh của mình là Fujibayashi Ryou.
Tomoya cũng gặp một cô gái thiên tài là Ichinose Kotomi ở trường, cũng là một trong những nhân vật nữ chính. Cô được xếp hạng trong tốp mười người đứng đầu mọi bài kiểm tra toàn quốc trong mọi lĩnh vực mà cô tham gia, cô thường vào thư viện để kiếm thêm các tư liệu tham khảo, đặc biệt là những cuốn sách in bằng tiếng nước ngoài. Kotomi khá trầm lặng và rất khó để bắt chuyện với cô, vì cô rất tệ trong kỹ năng giao tiếp, Kotomi có thể hoàn toàn mặc kệ không quan tâm đến bất cứ ai xung quanh khi cô đọc sách cho dù họ có gây ồn ào đến mức nào đi chăng nữa. Nhân vật nữ chính thứ tư của CLANNAD là Sakagami Tomoyo cũng chuyển đến học ở trường của Tomoya. Tomoyo giống như Kyou có thể trở nên cực kỳ hiếu chiến, cô là một võ sĩ rất giỏi, những cú đấm và đá cô tung ra đều cực kỳ hiệu quả cũng như có thể lực rất tốt. Cho dù Tomoya lớn tuổi hơn, tuy nhiên Tomoyo không hề tôn trọng anh như các học sinh lớp dưới. Tomoyo cũng xuất hiện trong visual novel thứ năm của Key là Tomoyo After ~It's a Wonderful Life~ như một nhân vật nữ chính.
Nhân vật nữ chính cuối cùng trong CLANNAD là học sinh năm đầu tên Ibuki Fuko, một cô gái luôn lẩn tránh người khác, và trước khi gặp Tomoya thì Fuko luôn được thấy đang ngồi một mình và khắc những con sao biển bằng gỗ với con dao nhỏ để tặng nó cho người khác như một món quà. Fuko cực kỳ bị mê hoặc bởi sao biển hoặc những thứ có hình ngôi sao mà cô tưởng lầm là sao biển, mỗi khi nhìn thấy chúng cô thường trở nên phấn khích tột độ hay quên hết mọi thứ xung quanh mình rồi chìm vào một thế giới mơ mộng nào đó..

### Cốt truyện

#### School Life
Cốt truyện phần này xoay quanh Okazaki Tomoya, một học sinh trung học năm thứ ba bất mãn với cuộc sống của chính mình. Mẹ của Tomoya (Atsuko) đã mất khi anh còn rất nhỏ, để anh lại cho cha (Naoyuki) nuôi lớn. Sau vụ tai nạn, cha của Tomoya trở thành người nghiện rượu và cờ bạc rồi thường xuyên cãi nhau với con trai mình. Một ngày nọ, trong một trận cãi vã ông đã đẩy Tomoya va vào tường làm trật khớp vai của anh. Kể từ đó ông đối xử tử tế với Tomoya nhưng có một khoảng cách như thể Tomoya là một người xa lạ hơn là một người trong gia đình. Điều này đã làm tổn thương Tomoya còn nhiều hơn cả mối quan hệ trước đây của anh với cha mình, và anh luôn cảm thấy bất tiện khi trở về nhà nên thường xuyên vắng mặt qua đêm. Ngoài ra, chấn thương đã khiến anh không thể nào chơi bóng rổ được nữa, và điều đó đã nảy sinh một khoảng cách giữa Tomoya với ngôi trường và các hoạt động của nó. Vì thế cuộc sống vô vị của anh bắt đầu. Bạn thân của Tomoya là Sunohara Youhei cũng bị loại khỏi câu lạc bộ bóng đá vì bất đồng ý kiến, cũng có một cuộc sống vô vị và thường xuyên ở suốt trong ký túc xá nam cùng với Tomoya mà không làm gì nhiều.
Câu chuyện bắt đầu vào thứ hai, ngày 14 tháng 4 năm 2003 khi bắt đầu một năm học mới, chính là lúc mà Tomoya gặp Furukawa Nagisa, một cô gái ăn nói rất khéo lớn hơn anh một tuổi phải học lại do bị đau ốm liên miên trong năm trước. Mục đích chính của cô là gia nhập câu lạc bộ kịch nghệ mà cô chưa từng làm được do bị bệnh, nhưng họ cũng thấy là câu lạc bộ này cũng đã bị giải thể do không đủ thành viên vì tất cả đã tốt nghiệp. Trong khi Tomoya có rất nhiều thời gian rảnh nên anh quyết định giúp Nagisa để tạo ra một câu lạc bộ kịch nghệ mới. Trong suốt học kỳ, Tomoya đã gặp và làm quen với nhiều nhân vật nữ khác, những người mà anh đã dần hiểu tường tận cũng như giúp đỡ họ vượt qua các vấn đề trầm trọng trong cuộc sống riêng của mỗi người.

#### After Story
Trong phần thứ hai của câu chuyện, bắt đầu ngay sau khi phần một kết thúc nhưng có bối cảnh kéo dài ra 10 năm tiếp theo, Tomoya và Nagisa đã lập gia đình và chung sống với nhau. Tomoya đã gặp rất nhiều khó khăn mà các gia đình thường gặp phải, nhưng chủ yếu là do sức khỏe của Nagisa vốn không tốt. Nagisa đã mất ngay sau khi sinh đứa con gái đầu lòng của họ là Okazaki Ushio, bất hạnh đã khiến cho Tomoya rơi vào trạng thái suy nhược. Chính vì điều này mà bố mẹ của Nagisa là Furukawa Akio và Furukawa Sanae đã nhận chăm sóc Ushio thay anh. Năm năm sau đó, khi Tomoya gặp bà nội của mình là Okazaki Shino, bà đã nói cho Tomoya về quá khứ và những nỗi đau khổ của cha anh rất giống với trường hợp của Tomoya sau khi Nagisa mất. Sau khi nghe câu chuyện đó, Tomoya đã quyết định sẽ chăm sóc và nuôi lớn Ushio cũng như thừa nhận Naoyuki là cha của mình. Ít lâu sau khi Tomoya tìm lại mục đích của cuộc sống, thì Ushio bị mắc bệnh giống như Nagisa. Cả gia đình Tomoya, Sanae và Akio đều cùng nhau đấu tranh để cứu Ushio, Tomoya thậm chí đã nghỉ việc để chăm sóc Ushio nhưng tất cả đều vô vọng. Khi mùa đông tới, Tomoya muốn làm bất cứ việc gì cho Ushio, anh đã dẫn Ushio đi dạo nhưng cô bé bị ngất đi và sau đó đã mất trong vòng tay của anh.
Tinh thần của Tomoya đã hoàn toàn sụp đổ, nhưng chính vào lúc đó anh đã lạc vào giấc mơ nơi những quả cầu ánh sáng bay lơ lửng trong Thế giới ảo (幻想世界 Gensō Sekai). Trong những giấc mơ đầu tiên, anh không thấy bất cứ dấu hiệu nào của cuộc sống ngoại trừ một cô gái trẻ và cỏ mọc xung quanh. Mỗi giấc mơ của Tomoya dẫn dắt anh ngày càng hiểu thêm về thế giới đó. Tomoya cũng thấy rằng cô gái trẻ có khả năng đặc biệt là tập hợp các thứ linh tinh lại và truyền sự sống cho chúng, và chính cô đã tạo ra cơ thể cho anh bằng các mảnh vụn. Do anh đã tái sinh trong thế giới đó dưới hình dạng một con robot và dành toàn bộ thời gian bên cô gái đó. Tomoya cho rằng chỉ có anh và cô gái là thực sự "sống" trong thế giới đó. Thời gian trôi qua, Tomoya và cô gái cố gắng tạo ra một con robot khác với những thứ linh tinh mà họ tìm được nhưng do không có linh hồn nên nó không thể sống. Nhớ đến thế giới mà anh đã đến từ đó, Tomoya đã thuyết phục cô gái cùng đóng một chiếc tàu để anh có thể trốn mùa đông ngày càng đến gần và tiếp tục cuộc sống hạnh phúc. Cuối cùng khi mùa đông đến, cô gái bị cóng và không thể đi được nữa. Khi đối mặt với thảm kịch này, cô gái đã nói với Tomoya rằng anh có một cơ hội khác để làm lại mọi thứ. Để làm được việc đó, anh phải thu thập tất cả các quả cầu ánh sáng "biểu tượng của sự hạnh phúc" giống như những quả cầu bay lơ lửng trong thế giới ảo.
Nếu tất cả những quả cầu này đã được thu thập trong suốt cả hai phần câu truyện thì với sức mạnh của chúng, việc đảo ngược thời gian và cứu sống Nagisa cũng như bảo vệ cho Ushio không bị mắc bất cứ căn bệnh hiểm nghèo nào sẽ trở thành hiện thực, cũng như mở ra kết thúc thật sự của toàn bộ cốt truyện là Nagisa sẽ sống hạnh phúc cùng với Tomoya và con gái Ushio của họ.

## Phát triển
Nhà điều hành sản xuất cho tác phẩm CLANNAD là Baba Takahiro ở Visual Art's, việc xuất bản nằm dưới quyền điều khiển của Key. Maeda Jun là một trong ba tác giả viết kịch bản chính cùng với Kai và Suzumoto Yūichi, những người đã lên kế hoạch làm việc với CLANNAD và viết phần lớn cốt truyện. Okano Tōya là trợ lý kịch bản. Hinoue Itaru là họa sĩ chính cũng như đảm nhiệm luôn việc thiết kế các nhân vật. Miracle Mikipon, Mochisuke, Na-Ga và Shinory thay phiên cung cấp các hình vẽ trên máy tính. Nhạc của visual novel soạn bởi Maeda Jun, Orito Shinji và Togoshi Magome.
Với tác phẩm thứ hai của Key là AIR, Maeda Jun đã thú nhận rằng khi đó ông cảm thấy ông có thể viết bất cứ thứ gì mà ông muốn vào cốt truyện, tuy nhiên sau đó ông thấy rằng AIR trở nên quá khó để người chơi có thể chơi và hiểu được hết ý nghĩa của nó. Chính vì điều này mà Maeda đã tự nhủ rằng với tác phẩm tiếp theo của Key là CLANNAD, ông có nhiệm vụ phải làm cho nó trở nên dễ dàng hơn với mọi người nhưng vẫn có thể truyền đạt ý nghĩa. Hay nói cách khác ông muốn visual novel này sẽ làm hài lòng mọi người và ngay lập tức lên kế hoạch thực hiện CLANNAD gần như ngay sau khi AIR hoàn tất. Ngay khi lên kế hoạch cho CLANNAD, Maeda đã định hướng rằng ông không muốn viết một cốt truyện giống như AIR, mà thay vào đó sẽ tập trung vào sự gắn kết sâu thẳm của "mọi người và nơi mình đang sống" cũng như "tình người". Maeda cũng đã nói rằng ông đã vận dụng vượt quá sức của mình khi thực hiện viết gần hết kịch bản cho CLANNAD và nói thêm rằng nếu có thêm một tác phẩm khác giống như CLANNAD nữa thì «Đó sẽ là bức tường mà tôi không thể vượt qua thêm lần nữa». Trong khi Maeda bắt đầu có cảm giác là mình đã chuẩn bị nền kịch bản tốt thì toàn bộ những người viết kịch bản còn lại bắt đầu thực hiện việc xây dựng tiếp để đẩy cốt truyện lên mức mà Maeda cũng không nghĩ là sẽ đạt tới và Suzumoto cũng nói là kịch bản của CLANNAD đã dài ra thêm gấp đôi từ nền kịch bản đầu. Và vì kịch bản trở nên dài hơn nên tình tiết của visual novel này "rẽ nhánh" nhiều hơn nên cốt truyện cũng trở nên sâu sắc hơn.
Có nhiều điểm giống nhau giữa CLANNAD và AIR. Khi kịch bản của Nagisa được viết thì nảy sinh một số tranh cãi với chiều dài kịch bản của cô cũng như nó quá tập trung vào nhân vật chính. Có lo ngại rằng một nhân vật quá nổi bật với một quá khứ bí ẩn sẽ khiến cho CLANNAD giống như AIR đã tập trung sự chú ý vào nhân vật Kamio Misuzu. Chủ tịch của công ty Visual Art's thậm chí còn đề nghị giảm sự khác nhau giữa các cốt truyện riêng của các nhân vật càng nhiều càng tốt nhưng đã hoàn toàn bị bác bỏ khi Maeda nói rằng người chơi sẽ đánh giá tác phẩm dựa trên chiều sâu của kịch bản với nhiều câu chuyện khác nhau của từng nhân vật, hơn nữa kết thúc của visual novel này là kết thúc có hậu. Maeda lo ngại rằng chương After Story với việc nối trực tiếp với chương chính cũng như quá tập trung vào nhân vật Nagisa sẽ che mất kịch bản chính giống như đã từng xảy ra với AIR. Để tránh việc đó lặp lại với CLANNAD, Maeda đã tập trung vào phần nửa đầu của kịch bản, chương School Life với việc làm cho nó trở nên dài và xúc động với người chơi.

### Lịch phát hành
Key công bố vào năm 2001 là sẽ phát hành CLANNAD trong năm 2002 nhưng sau nhiều lần trì hoãn, CLANNAD chính thức được phát hành ngày 28 tháng 4 năm 2004 với phiên bản giới hạn chỉ chơi trên máy tính có ổ DVD. Phiên bản chính thức phát hành trong khoảng thời gian ngắn hơn 2 tháng sau tức ngày 6 tháng 8 năm 2004 và có giá giống như bản giới hạn. Cả hai bản giới hạn và chính thức đều không được lồng tiếng nhân vật. Bản dành cho hệ máy PlayStation 2 cũng được phát triển bởi Interchannel đã phát hành ngày 23 tháng 2 năm 2006. Tất cả các nhân vật đều được lồng tiếng (trừ Okazaki Tomoya) trong bản dành cho hệ máy PlayStation 2. Sau khi các bản PS2 đã bán đủ số lượng tiêu chuẩn, một phiên bản rẻ hơn cho PS2 hay còn biết đến với tên "Best Version" được bán với giá chỉ bằng một nửa so với phiên bản đầu trên cùng hệ máy. Phiên bản "Best Version" trên PS2 sau này được đóng gói trong bộ "Key 3-Part Work Premium Box" cùng với hai bản tương ứng trên PS2 của Kanon và AIR, phát hành ngày 30 tháng 7 năm 2009. Phiên bản dùng trên các hệ máy di động như SoftBank 3G và điện thoại di động FOMA sản xuất bởi Prototype thông qua Visual Art's Motto phát hành ngày 16 tháng 1 năm 2008.
Một phiên bản PC được lồng tiếng đầy đủ gọi là CLANNAD Full Voice đã phát hành ngày 29 tháng 2 năm 2008. Phiên bản này có các hình ảnh mới tuy nhiên giọng lồng tiếng các nhân vật trên phiên bản của PlayStation 2 không thay đổi và Tomoya vẫn không được lồng tiếng. Prototype cũng phát hành phiên bản trên PlayStation Portable (PSP) ngày 29 tháng 5 năm 2008 có các chi tiết giống như bản làm mới lồng tiếng đầy đủ trên PC. Một phiên bản khác cũng do Prototype phát hành trên hệ máy Xbox 360 vào ngày 28 tháng 8 năm 2008, có lồng tiếng tất cả các nhân vật (tiếp tục trừ Tomoya ra). Hệ máy Xbox 360 đã sử dụng Xbox Live để phân phối trực tuyến chính thức drama CD mang tên Official Another Story CLANNAD: On the Hillside Path that Light Watches Over cũng được phát hành bởi Prototype. Bản giới hạn của PSP và Xbox 360 có đính kèm các drama CD phát hành bởi Prototype với năm câu chuyện riêng biệt, còn ở hệ máy PSP thì các drama CD được thu trên đĩa chứ không phải là tải về trực tuyến như Xbox 360. Phiên bản có lồng tiếng đầy đủ (CLANNAD Full Voice) được Key tái phát hành với tên CLANNAD vào ngày 31 tháng 7 năm 2009 trong một hộp chứa năm visual novel khác của hãng này nhân dịp kỉ niệm 10 năm thành lập Key (Key 10th Memorial Box) và tiếp tục tái phát hành ngày 28 tháng 5 năm 2010 với một số nâng cấp để có thể sử dụng cho Windows 7 với tên CLANNAD Memorial Edition. Prototype cũng đã phát hành một phiên bản của CLANNAD trên hệ máy PlayStation 3. vào ngày 21 tháng 4 năm 2011. Họ cũng đã phát một bản cho hệ máy PlayStation 4 vào 14 tháng 6 năm 2018 và sẽ phát một bản cho Nintendo Switch vào 4 tháng 7 năm 2019, hai bản này đều được cấp ngôn ngữ Tiếng Anh và Tiếng Nhật.

## Các chuyển thể

### Sách xuất bản

Bìa tiểu thuyết Official Another Story CLANNAD xuất bản tại Nhật.

Một cuốn sách dày tương đương tạp chí gồm 39 trang mang tên pre-CLANNAD đã được xuất bản bởi SoftBank Creative vào ngày 15 tháng 4 năm 2004. Cuốn sách có các hình ảnh trong visual novel, một số giới thiệu ngắn về nhân vật, các bản vẽ phác thảo cùng bản vẽ các ý tưởng. Một cuốn sách hình gồm 160 trang dành cho những người hâm mộ được xuất bản bởi Enterbrain vào ngày 12 tháng 10 năm 2004 có các giải thích chi tiết về cốt truyện, hình vi tính, các tờ nhạc của phần mở đầu và kết thúc phim, cùng với các bài phỏng vấn những người tham gia thực hiện CLANNAD. Gần cuối cuốn sách có nhiều phác thảo khác nhau của rất nhiều họa sĩ khác nhau cho các nhân vật của CLANNAD cùng ba chương thêm của Official Another Story cũng được minh họa.
Mười bốn mẫu chuyện minh họa viết lại từ cốt truyện của CLANNAD đã đăng trên tạp chí Dengeki G's Magazine của ASCII Media Works từ tháng 9 năm 2004 đến tháng 10 năm 2005, có tựa đề Official Another Story CLANNAD: On the Hillside Path that Light Watches Over (Official Another Story CLANNAD 光見守る坂道で Official Another Story CLANNAD: Hikari Mimamoru Sakamichi de) với 13 chương thường và một chương thêm. Các chương này viết bởi nhóm viết cốt truyện tại Key và mỗi chương đều được minh họa bởi họa sĩ GotoP. Thêm hai mẫu truyện nữa được thêm vào khi các chương được tập hợp lại và xuất bản thành một quyển dày 103 trang vào ngày 25 tháng 11 năm 2005. Tất cả các mẫu truyện đều được tập hợp lại và tái xuất bản bằng kỹ thuật số trên SoftBank 3G và điện thoại di động FOMA bởi Prototype cùng Visual Art's Motto vào tháng 1 năm 2008. Phiên bản SoftBank 3G xuất bản mỗi tuần một chương, trễ hơn ba tuần so với phiên bản trên FOMA, còn phiên bản trên mẫu điện thoại AU đã phát hành hết tất cả các chương vào mùa hè năm 2008. Prototype tiếp tục tái phát hành các mẫu truyện ngắn này trên hệ máy cầm tay là PlayStation Portable, chúng được phát hành thành hai tập, mỗi tập gồm tám chương có cả các minh họa của GotoP. Tập đầu tiên phát hành ngày 3 tháng 6 năm 2010 và tập thứ hai phát hành ngày 24 tháng 6 năm 2010. Các tập này được phát hành như những "visual novel âm quang".
Hai tuyển tập các tiểu thuyết về các nhân vật của CLANNAD do nhiều tác giả khác nhau viết được tập hợp lại và xuất bản bởi Jive vào tháng 9 và tháng 12 năm 2004. Tập đầu tiên của tuyển tập các mẫu truyện ngắn được biên soạn bởi Akizuki Hiro và Misaki Mutsuki mang tên CLANNAD. (くらなど。) đã được Harvest phát hành tháng 11 năm 2008 tập thứ ba phát hành vào tháng 10 năm 2009. Ba tập khác tổng hợp các mẫu truyện ngắn do nhiều tác giả khác nhau viết gồm Utatori, Akizuki Hiro, Saika Tasuku và Kodama Shinichiro biên soạn và minh họa bởi Wakatsuki Sana, Odawara Hakone, Guma Arai, Arikawa Satoru, Ryuga Shō, Chujo Kagetsu, Fukasaki Kurejin, Shina no Yura và Sakana đã phát hành với tên CLANNAD SSS, do Harvest phát hành trong thời gian từ tháng 6 đến tháng 8 năm 2009. Tập đầu của một bộ tiểu thuyết khác mang tên CLANNAD Mystery File đã được xuất bản cũng bởi Harvest trong tháng 8 năm 2010, dưới dạng bìa mềm Nagomi. Harvest cũng phát hành một tiểu thuyết khác có tên CLANNAD Magic Hour vào tháng 12 năm 2010.

#### Các tập sách
Dưới đây là danh sách các tập sách và ấn phẩm của CLANNAD xuất bản tại Nhật:
| pre-CLANNAD - ISBN 978-4-7973-2723-6, 15 tháng 4 năm 2004 Official Another Story CLANNAD- Hikari Mimamoru Sakamichi de - ISBN 978-4-8402-3250-0, 25 tháng 11 năm 2005 CLANNAD Visual Fan Book - ISBN 978-4-7577-2025-1, 30 tháng 9 năm 2004 CLANNAD SSS - Opal (tháng 7 năm 2009, ISBN 978-4-434-13197-4) - Emerald (tháng 8 năm 2009, ISBN 978-4-434-13198-1) - Sapphire (tháng 9 năm 2009, ISBN 978-4-434-13404-3) | CLANNAD. - Tập 1: ISBN 978-4-434-12419-8, tháng 12 năm 2008 - Tập 2: ISBN 978-4-434-12420-4, tháng 1 năm 2009 - Tập 3: ISBN 978-4-434-13611-5, tháng 11 năm 2009 CLANNAD Mystery File - Tập 1: ISBN 978-4-434-14418-9, 10 tháng 8 năm 2010 CLANNAD Magic Hour - ISBN 978-4-434-14417-2, 5 tháng 12 năm 2010 |

### Manga

Bìa manga CLANNAD Official Comic ấn bản tiếng Nhật.

Bộ manga đầu tiên có tựa đề CLANNAD Official Comic (CLANNAD オフィシャルコミック) đã đăng trên tạp chí truyện tranh Comic Rush từ tháng 5 năm 2005 đến tháng 4 năm 2009. Sau đó tám tập (tankōbon) được xuất bản bởi Jive từ ngày 7 tháng 11 năm 2005 đến ngày 7 tháng 3 năm 2009. Cốt truyện chuyển thể từ phiên bản visual novel trước đó và minh họa bởi Misaki Juri. Bộ manga thứ hai có tựa đề Official Another Story CLANNAD: On the Hillside Path that Light Watches Over (CLANNAD Official Another Story 光見守る坂道で CLANNAD ~Hikari Mimamoru Sakamichi de~) đã đăng trên tạp chí Comi Digi + từ ngày 21 tháng 6 năm 2007 đến 21 tháng 8 năm 2008 bởi Flex Comix với 11 chương. Cốt truyện dựa theo tên của tập hợp các mẫu truyện ngắn đặt cho bộ manga này và minh họa bởi Fujii Rino. Tập (tankōbon) đầu tiên của bộ manga thứ hai được xuất bản bởi công ty Broccoli vào ngày 21 tháng 2 năm 2008 chia thành hai bản giới hạn và bản thường mỗi bản có bìa khác nhau. Bản giới hạn thì bán kèm với một cuốn sổ nhỏ màu đen với biểu tượng của ngôi trường mà các nhân vật chính trong truyện học được sơn bên ngoài. Để kỷ niệm việc phát hành tác phẩm, một buổi gặp mặt gồm những người vẽ truyện tranh cũng như những người thực hiện tác phẩm để chụp hình và ký tên vào các tác phẩm của mình cho người hâm mộ đã diễn ra vào ngày 2 tháng 3 năm 2008 tại Gamers ở Nagoya, Nhật Bản. Tập hai và là tập cuối cùng của bộ manga thứ hai gồm cả hai bản giới hạn và bản chính thức phát hành ngày 20 tháng 12 năm 2008.
Bộ manga thứ ba của CLANNAD đăng trên tạp chí Dengeki G's Magazine của ASCII Media Works từ tháng 8 năm 2007. Sau đó nó ngừng đăng trên Dengeki G's Magazine vào tháng 7 năm 2009 và chuyển qua đăng tiếp trên Dengeki G's Festival! Comic, một người anh em khác của Dengeki G's Magazine, vào ngày 26 tháng 10 năm 2009 trong số thứ 8. Cốt truyện cũng dựa vào nội dung của visual novel và minh họa bởi Shaa. Tập đầu tiên của bộ manga thứ ba này được phát hành bởi ASCII Media Works thông qua nhà xuất bản Dengeki Comics vào ngày 27 tháng 2 năm 2008 và tập 3 sẽ phát hành ngày 18 tháng 12 năm 2010. Bộ manga thứ tư mang tên CLANNAD: Tomoyo Dearest đăng trên tạp chí truyện tranh dành cho shōnen là Dragon Age Pure từ ngày 20 tháng 4 đến ngày 20 tháng 8 năm 2008, bởi Fujimi Shobo. Cốt truyện tập trung vào nhân vật Tomoyo của visual novel CLANNAD và minh họa bởi Sumiyoshi Yukiko. Tập duy nhất của CLANNAD: Tomoyo Dearest đã phát hành ngày 9 tháng 10 năm 2008
Bốn bộ truyện tập hợp thêm vào phần cốt truyện của CLANNAD được xuất bản bởi nhiều công ty khác nhau cũng như viết bởi nhiều tác giả khác nhau. Tập truyện tập hợp đầu tiên phát hành bởi Ohzora với tựa đề CLANNAD vào tháng 6 năm 2004 thông qua nhà xuất bản Twin Heart Comics. Các tập tiếp theo của bộ tập hợp này tiếp tục được xuất bản đến tháng 4 năm 2005 bao gồm năm tập tất cả. Bộ truyện tập hợp thứ hai chỉ có một tập được phát hành bởi công ty Jive vào ngày 25 tháng 1 năm 2005 với tên CLANNAD Comic Anthology: Another Symphony. Bộ truyện tập hợp thứ ba gồm hai tập phát hành bởi Ichijinsha vào ngày 25 tháng 6 năm 2004 và 24 tháng 7 năm 2004 có tên CLANNAD Comic Anthology (CLANNADコミックアンソロジー) mang nhãn hiệu DNA Media Comics. Tập thứ ba trong bộ này được phát hành tiếp rất trễ sau đó vào ngày 25 tháng 12 năm 2007 (3 năm sau). Tập đầu tiên của bộ truyện tập hợp cuối cùng tập hợp các trang minh họa theo phong cách 4 hình một trang xuất bản bởi Enterbrain với tựa đề Magi-Cu 4-koma CLANNAD (クラナド ４コマ マンガ劇場) vào ngày 25 tháng 2 năm 2008 thông qua nhà xuất bản MC Comics, tập 10 của bộ này phát hành vào ngày 26 tháng 8 năm 2009. Mỗi bộ truyện tập hợp này được viết và vẽ bởi rất nhiều người khác nhau, trung bình có khoảng 20 người tham gia thực hiện mỗi tập.

#### Các tập manga
Dưới đây là danh sách các ấn phẩm manga CLANNAD xuất bản tại Nhật:
| CLANNAD Official Comic - Tập 1: ISBN 4-86176-249-9, 7 tháng 11 năm 2005 - Tập 2: ISBN 4-86176-308-8, 7 tháng 6 năm 2006 - Tập 3: ISBN 4-86176-361-4, 7 tháng 12 năm 2006 - Tập 4: ISBN 978-4-86176-440-0, 7 tháng 10 năm 2007 - Tập 5: ISBN 978-4-86176-466-0, 7 tháng 12 năm 2007 - Tập 6: ISBN 978-4-86176-496-7, 7 tháng 3 năm 2008 - Tập 7: ISBN 978-4-86176-572-8, 7 tháng 10 năm 2008 - Tập 8: ISBN 978-4-86176-642-8, 7 tháng 3 năm 2009 Magi-Cu 4-koma CLANNAD - Tập 1: ISBN 978-4-7577-4093-8, 25 tháng 2 năm 2008 - Tập 2: ISBN 978-4-7577-4167-6, 25 tháng 4 năm 2008 - Tập 3: ISBN 978-4-7577-4276-5, 25 tháng 6 năm 2008 - Tập 4: ISBN 978-4-7577-4382-3, 25 tháng 8 năm 2008 - Tập 5: ISBN 978-4-7577-4546-9, 25 tháng 10 năm 2008 - Tập 6: ISBN 978-4-7577-4598-8, 25 tháng 12 năm 2008 - Tập 7: ISBN 978-4-7577-4776-0, 25 tháng 2 năm 2009 - Tập 8: ISBN 978-4-7577-4774-6, 25 tháng 3 năm 2009 - Tập 9: ISBN 978-4-7577-4961-0, 25 tháng 6 năm 2009 - Tập 10: ISBN 978-4-7577-5084-5, 26 tháng 8 năm 2009 CLANNAD Comic Anthology: Another Symphony - ISBN 978-4-86176-078-5, 25 tháng 1 năm 2005 | Official Another Story CLANNAD – Hikari mimamoru Sakamichi de - Tập 1: ISBN 978-4-7973-4664-0, 21 tháng 2 năm 2008 - Tập 2: ISBN 978-4-7973-5212-2, 20 tháng 12 năm 2008 CLANNAD bởi Shaa - Tập 1: ISBN 978-4-8402-4216-5, 27 tháng 2 năm 2008 - Tập 2: ISBN 978-4-04-867712-7, 27 tháng 3 năm 2009 - Tập 3: ISBN 978-4-04-870142-6, 18 tháng 12 năm 2010 CLANNAD của Ohzora - Tập 1: ISBN 978-4-7767-1307-4, 30 tháng 6 năm 2004 - Tập 2: ISBN 978-4-7767-1391-3, 25 tháng 9 năm 2004 - Tập 3: ISBN 978-4-7767-1409-5, 25 tháng 10 năm 2004 - Tập 4: ISBN 978-4-7767-1494-1, tháng 12 năm 2004 - Tập 5: ISBN 978-4-7767-1597-9, 23 tháng 4 năm 2005 CLANNAD Comic Anthology - Tập 1: ISBN 978-4-7580-0189-2, 25 tháng 6 năm 2004 - Tập 2: ISBN 978-4-7580-0194-6, 24 tháng 7 năm 2004 - Tập 3 (Tokubetsu Hen): ISBN 978-4-7580-0419-0, 25 tháng 12 năm 2007 CLANNAD – Tomoyo Dearest - ISBN 978-4-04-712570-4, 9 tháng 10 năm 2008 |

### Các drama CD
Có hai bộ drama CD dựa trên cốt truyện của CLANNAD được phát hành. Bộ drama CD đầu tiên do Frontier Works sản xuất gồm 5 bộ đĩa mỗi đĩa tập trung vào một nhân vật nữ chính của CLANNAD là Nagisa, Kotomi, Fuko, Kyou và Tomoyo. Bộ đĩa đầu tiên phát hành vào ngày 25 tháng 4 năm 2007 như một bản giới hạn kèm theo các phần thêm (như tranh ảnh...). Bộ đĩa thứ hai đến bộ thứ năm được phát hành hàng tháng từ ngày 25 tháng 5 năm 2007 đến ngày 24 tháng 8 năm 2007. Bộ drama CD thứ hai do công ty Prototype phát hành với 4 bộ đĩa. Bộ thứ nhất được phát hành vào ngày 25 tháng 7 năm 2007. Bộ thứ hai đến thứ tư phát hành hàng tháng sau đó, bộ cuối cùng phát hành ngày 24 tháng 10 năm 2007. Mỗi đĩa CD có cốt truyện dựa theo các chương của cuốn Official Another Story CLANNAD: On the Hillside Path that Light Watches Over. Họa sĩ GotoP, người minh họa cho các mẫu truyện ngắn, cũng là người vẽ minh họa cho bìa của các bộ drama CD này.

### Phim
Toei Animation (cũng là công ty đã thực hiện bộ anime Kanon và phim AIR) đã công bố tại Tokyo Anime Fair là sẽ bắt đầu sản xuất phim hoạt hình cho CLANNAD vào ngày 23 tháng 3 năm 2006. Bộ phim mang tên CLANNAD The Motion Picture (劇場版 クラナド Gekijouban CLANNAD), ra mắt vào ngày 15 tháng 9 năm 2007 với đạo diễn là Dezaki Osamu cũng là đạo diễn cho phim AIR, và cảnh nền vẽ bởi Nakamura Makoto. Nội dung phim tóm tắt cốt truyện chính của CLANNAD, tập trung vào nhân vật nữ chính là Furukawa Nagisa. Bộ DVD của phim được phát hành thành ba bộ là Bộ Tổng Hợp, Bộ Đặc Biệt và Bộ Thường vào ngày 7 tháng 3 năm 2008. Sentai Filmworks sẽ phát hành phiên bản có phụ đề và lồng tiếng Anh của phim vào tháng 3 năm 2011.

### Các bộ anime
Vào ngày 15 tháng 3 năm 2007, kênh truyền hình BS-i đã giới thiệu bộ anime CLANNAD bằng đoạn giới thiệu ngắn dài khoảng 30 giây sau khi kết thúc tập cuối của bộ anime Kanon làm lại. Bộ anime CLANNAD, sản xuất bởi Kyoto Animation và do Ishihara Tatsuya làm đạo diễn, người cũng đã từng làm việc với các tác phẩm khác của Key là AIR và Kanon. Anime phát sóng từ ngày 4 tháng 10 năm 2007 đến 27 tháng 3 năm 2008 với 23 tập phim, khi phát hành DVD thì là 24 tập (23 tập chính với 1 OVA), thời gian phát sóng được công bố lần đầu tiên vào ngày 11 tháng 8 năm 2007 trên kênh TBS tại lễ hội Anime Festa, cũng tại đây tập đầu tiên đã được chiếu để giới thiệu. Anime này được phát hành thành 8 bộ DVD từ ngày 19 tháng 12 năm 2007 đến ngày 16 tháng 7 năm 2008 bởi Pony Canyon, mỗi bộ gồm ba tập phim. Tổng cộng có 24 tập phim với 23 tập được phát sóng, trong đó có 22 tập phát thường xuyên và 1 tập thêm. Tập cuối cùng được phát hành như một OVA trong bộ DVD thứ 8 vào ngày 16 tháng 7 năm 2008, lấy bối cảnh ở một thế giới song song khác, nơi mà Tomoya và Tomoyo là một cặp giống như một trong những kết thúc của visual novel. Tập OVA này được giới thiệu ngày 31 tháng 5 năm 2008 cho 400 người sớm nhất đã bỏ phiếu ủng hộ việc phát hành tập phim này. Bộ hộp đĩa BD CLANNAD đã được phát hành vào ngày 30 tháng 4 năm 2010.
Sau khi kết thúc 23 tập của bộ anime đầu tiên, một đoạn giới thiệu ngắn khoảng 15 giây đã giới thiệu bộ anime thứ hai mang tựa đề CLANNAD ~After Story~. Anime này cũng được thực hiện bởi Kyoto Animation và cốt truyện dựa trên phần thứ hai của visual novel là After Story nối tiếp câu chuyện của nhân vật Nagisa với 24 tập phim. Nhân viên thực hiện bộ anime này cũng là những người đã tham gia thực hiện bộ đầu, và bộ anime này đã phát sóng tại Nhật Bản từ ngày 3 tháng 10 năm 2008 đến ngày 26 tháng 3 năm 2009. Trong tổng số 24 tập của CLANNAD ~After Story~ thì 22 tập là phim bình thường, tập thứ 23 là một tập thêm và tập cuối cùng là tổng hợp lại những gì nổi bật đã xảy ra trong cả hai bộ anime. Phim cũng phát hành thành 8 bộ DVD từ ngày 3 tháng 12 năm 2008 đến ngày 1 tháng 7 năm 2009. 8 bộ DVD này có thêm một OVA giống như bộ đầu lấy bối cảnh ở thế giới song song, nhưng lần này thì Tomoya và Kyou là một cặp. Tập OVA này được giới thiệu ngày 24 tháng 5 năm 2009 cho một số lượng giới hạn người xem. Bộ hộp đĩa BD CLANNAD ~After Story~ phụ đề tiếng Anh sẽ được phát hành vào ngày 20 tháng 4 năm 2011 tại Nhật Bản.
Bản quyền phát hành bộ anime CLANNAD tại Bắc Mỹ được cấp cho công ty Sentai Filmworks, và ADV Films đã tiến hành bản địa hóa và phân phối sê-ri phim truyền hình cùng OVA với nửa đầu bộ đĩa chứa 12 tập phim kèm phụ đề tiếng Anh, âm thanh tiếng Nhật và không có bản lồng tiếng Anh, phát hành ngày 3 tháng 3 năm 2009. Nửa bộ đĩa tiếp theo chứa các tập còn lại ra mắt ngày 5 tháng 5 năm 2009. Sentai Filmworks tiếp tục được cấp bản quyền phát hành CLANNAD ~After Story~ tại Bắc Mỹ; Section23 Films đã tiến hành bản địa hóa để phân phối bộ anime này cùng OVA với nửa đầu bộ đĩa kèm phụ đề tiếng Anh, phát hành vào ngày 20 tháng 10 năm 2009. Nửa bộ đĩa tiếp theo phát hành vào ngày 8 tháng 12 năm 2009. Sentai Filmworks đã tái phát hành một bộ DVD CLANNAD hoàn chỉnh vào ngày 15 tháng 6 năm 2010 với bản lồng tiếng Anh, sản xuất tại Seraphim Digital. Phiên bản tiếng Anh đã công chiếu vào ngày 25 tháng 3 năm 2010 trên kênh Anime Network. Sentai Filmworks cũng sẽ tái phát hành CLANNAD ~After Story~ với bản lồng tiếng Anh vào ngày 19 tháng 4 năm 2011. Sentai Filmworks sẽ tái phát hành CLANNAD dưới dạng Blu-ray vào tháng 11 năm 2011.
xxxxphải|250px|nhỏ|Gia đình Dango trong bài hát Dango Daikazoku kết thúc mỗi tập của bộ anime đầu tiên.]]
Bài hát mở đầu của bộ anime đầu tiên là "Mag Mell ~cuckool mix 2007~" thực hiện bởi Eufonius là bản hòa âm lại từ bài hát "Mag Mell -cockool mix-", vốn là bài hát được phát hành trên đĩa tổng hợp nhạc thứ ba của visual novel, mà chính nó lại là bản hòa âm lại từ bài nhạc mở đầu visual novel là "Megu Meru". Bài hát kết thúc cho bộ anime đầu tiên là bài "Dango Daikazoku" (だんご大家族  The Big Dango Family, tạm dịch: Đại gia đình Dango) do Chata trình bày. Bài hát "Chiisana Tenohira" có cùng giai điệu đã được dùng khi kết thúc phần After Story của visual novel và tập thứ 22 của bộ anime CLANNAD ~After Story~. Bộ anime thứ hai có bài hát mở đầu là "Toki o Kizamu Uta" (時を刻む唄  A Song to Pass the Time) có giai điệu giống như bản nhạc nền "Onaji Takami e" (同じ高みへ  To the Same Heights) của visual novel. Bài hát kết thúc cho bộ anime thứ hai là bài "TORCH", và cả hai bài hát đầu và cuối này đều được thực hiện bởi Lia. Tất cả các bài nhạc còn lại của cả hai bộ anime đều lấy từ nhạc trong visual novel CLANNAD trong các đĩa nhạc bao gồm CLANNAD Original Soundtrack, Mabinogi, -Memento-, Sorarado và Sorarado Append. Hình bìa của hộp đĩa Sorarado Append được sử dụng làm hình kết thúc cho bài hát kết thúc của bộ anime thứ nhất.

#### Lồng tiếng
Dưới đây là danh sách seiyū lồng tiếng cho một số nhân vật quan trọng trong hai loạt anime CLANNAD:
| Nhân vật         | Diễn viên         |
| ---------------- | ----------------- |
| Furukawa Nagisa  | Nakahara Mai      |
| Okazaki Tomoya   | Nakamura Yuichi   |
| Fujibayashi Kyou | Hirohashi Ryou    |
| Ichinose Kotomi  | Noto Mamiko       |
| Sakagami Tomoyo  | Kuwashima Hōko    |
| Ibuki Fuko       | Nonaka Ai         |
| Okazaki Ushio    | Koorogi Satomi    |
| Sunohara Youhei  | Sakaguchi Daisuke |
| Fujibayashi Ryou | Kanda Akemi       |
| Furukawa Sanae   | Inoue Kikuko      |
| Furukawa Akio    | Okiayu Ryotaro    |
| Okazaki Naoyuki  | Naka Hiroshi      |
| Sunohara Mei     | Tamura Yukari     |
| Miyazawa Yukine  | Enomoto Atsuko    |
| Yoshino Yūsuke   | Midorikawa Hikaru |

### Các chương trình radio
Chương trình radio trên mạng giới thiệu cho bộ anime CLANNAD mang tên Nagisa to Sanae no Omae ni Rainbow (渚と早苗のおまえにレインボー) được phát sóng từ ngày 5 tháng 10 năm 2007 đến 3 tháng 10 năm 2008, với 52 chuyên mục. Các chuyên mục được thực hiện bởi Onsen và Animate, với người dẫn chương trình là Nakahara Mai (người lồng tiếng cho nhân vật Furukawa Nagisa) cùng Inoue Kikuko (người lồng tiếng cho Furukawa Sanae), và phát sóng trực tiếp vào mỗi thứ sáu hàng tuần. Những thành viên tham gia lồng tiếng (seiyū) khác cũng xuất hiện trong chương trình như là khách mời gồm có Hirohashi Ryō (lồng tiếng cho Kyou), Enomoto Atsuko (lồng tiếng cho Yukine), Kanda Akemi (lồng tiếng cho Ryou), Nakamura Yuichi (lồng tiếng cho Tomoya) và Sakaguchi Daisuke (lồng tiếng cho Youhei). Bộ CD kết hợp 2 đĩa đầu tiên chứa 13 chuyên mục đầu tiên của chương trình radio này được phát hành vào ngày 19 tháng 6 năm 2008 Bộ CD kết hợp 2 đĩa thứ hai chứa chuyên mục thứ 14 đến chuyên mục thứ 26 phát hành ngày 15 tháng 10 năm 2008 và bộ thứ ba phát hành tiếp theo vào ngày 19 tháng 11 năm 2008. Bộ thứ tư và là cuối cùng phát hành ngày 18 tháng 2 năm 2009 chứa tất cả các chuyên mục còn lại của chương trình radio này.
Chương trình radio trên mạng thứ hai giới thiệu cho bộ anime CLANNAD ~After Story~ có tên Nagisa to Sanae to Akio no Omae ni Hyper Rainbow (渚と早苗と秋生のおまえにハイパーレインボー) được phát sóng từ ngày 10 tháng 10 năm 2008 đến ngày 10 tháng 4 năm 2009 với 26 chuyên mục. Các chuyên mục cũng được thực hiện bởi Onsen và Animate và phát sóng trực tiếp vào thứ sáu hàng tuần. Chương trình này có ba người dẫn, trong đó có Okiayu Ryōtarō, người lồng tiếng cho nhân vật Furukawa Akio trong anime. Bộ CD kết hợp 2 đĩa đầu tiên chứa một nửa các chuyên mục đầu phát hành ngày 18 tháng 2 năm 2009, bộ kế tiếp phát hành ngày 29 tháng 5 năm 2009 với các chuyên mục còn lại.

## Âm nhạc
Visual novel CLANNAD có bốn bài nhạc chính đó là: ca khúc chủ đề mở đầu là "Megu Meru" (メグメル  Mag Mell), ca khúc chủ đề kết thúc phần School Life là "-Kage Futatsu-" (－影二つ－  -Two Shadows-), bài hát chèn thêm là "Ana" và ca khúc kết thúc phần After Story là "Chiisana Tenohira" (小さなてのひら  Small Palms). Bài hát mở đầu và kết thúc phần School Life được trình bày bởi Riya của nhóm Eufonius và bài hát mở đầu-kết thúc của After Story trình bày bởi Lia của nhóm I've Sound. Có sáu bản nhạc nền cho các nhân vật gồm năm nhân vật chính và Miyazawa Yukine. Bản nhạc của Nagisa là "Nagisa" (渚); bài của Kyou là "Sore wa Kaze no Yōni" (それは風のように  That's Like the Wind); bài của Kotomi là "Étude Pour les Petites Supercordes"; bài của Tomoyo là "Kanojo no Honki" (彼女の本気  Her Determination); bài của Fuko là "Ha~rī Sutāfisshu" (は～りぃすたーふぃしゅ  Hurry, Starfish); cuối cùng là bài của Yukine mang tên "Shiryōshitsu no Ochakai" (資料室のお茶会  Tea Party in the Reference Room).
Album nhạc đầu tiên là nhạc hình mang tên Sorarado phát hành tháng 12 năm 2003 với các bài hát được trình bày bởi Riya. Album thứ hai có tên Mabinogi phát hành cùng với visual novel CLANNAD vào tháng 4 năm 2004. Nhạc của visual novel được phát hành thành 3 đĩa vào tháng 8 năm 2004 với 36 bài nhạc khác nhau cùng với nhiều bản hòa âm lại từ các bản nhạc nền, bài nhạc ngắn, nhạc không lời và các bài hát chủ đề trong trò chơi. Và theo sau album nhạc hình đầu tiên là album Sorarado Append phát hành vào tháng 12 năm 2004 với các bài hát cũng được trình bày bởi Riya. Một album hòa tấu lại mang tên -Memento- cũng phát hành vào tháng 12 năm 2004 với 2 đĩa CD. Album thực hiện các bản nhạc bằng piano đã phát hành vào tháng 12 năm 2005 với tên Piano no Mori có năm bản nhạc trong CLANNAD và năm bản nhạc trong Tomoyo After ~It's a Wonderful Life~. Mỗi album phát hành cho visual novel đều được đăng trên bảng xếp hạng âm nhạc của Key.
Một đĩa đơn thực hiện bởi nhóm Eufonius cho phim CLANNAD đã được phát hành tháng 7 năm 2007 với tựa đề Mag Mell ~frequency⇒e Ver.~. Đĩa đơn này chứa bản nhạc hòa tấu lại của bài nhạc mở đầu visual novel cùng với nhạc không lời và bản nhạc gốc. Một album nhạc hình có tựa là Yakusoku đã phát hành tháng 8 năm 2007 do Lia trình bày, bản không lời của bài nhạc đó và hai bản nhạc nền dùng trong phim. Các bản nhạc của phim được phát hành vào tháng 11 năm 2007. Tất cả các album của phim CLANNAD đều được phát hành bởi Frontier Works. Đĩa đơn phát hành tháng 10 năm 2007 của bộ anime đầu tiên có tên Mag Mell / Dango Daikazoku, chứa hai bản nhạc mở đầu và kết thúc với nhiều cách hòa tấu khác nhau như nguyên bản, rút ngắn, không lời cùng với bài nhạc hòa tấu lại của bài "Shōjo no Gensō" (少女の幻想  The Girl's Fantasy) ở album Sorarado được trình bày bởi Riya. Đĩa đơn thứ hai phát hành tháng 11 năm 2008 của bộ anime thứ hai có tên Toki o Kizamu Uta / Torch chứa hai bản nhạc mở đầu và kết thúc được trình bày bởi Lia. Album chứa các bản nhạc hòa tấu lại bằng piano các bài hát mở đầu và kết thúc của bộ anime thứ hai phát hành vào tháng 12 năm 2008 với tên "Toki o Kizamu Uta / Torch" Piano Arrange Disc. Hai đĩa đơn của bộ anime và một album phát hành được đăng trên bảng xếp hạng âm nhạc của Key.

## Đón nhận

### Đánh giá
Vào tháng 10 năm 2007, tạp chí Dengeki G's Magazine đã đăng bài công bố cho việc việc bình chọn 50 bishōjo game hay nhất. Trong 249 tựa game, CLANNAD đã đứng nhất với 114 phiếu bầu, tiếp đó là Fate/stay night với 78 phiếu. Việc phát hành phiên bản trên PlayStation 2 vào năm 2006 đã công bố trên tạp chí về game là Famitsu, tạp chí này đã cho nó số điểm tổng cộng là 26/40 (với bốn tiêu chí được chọn để đánh giá một game là 7, 7, 6 và 6). Một năm sau, vào tháng 9 năm 2008, Dengeki Online tổ chức đợt khảo sát kéo dài một tháng dành cho người chơi game với câu hỏi: "Trò chơi nào đã khiến bạn cảm động đến bật khóc?". Kết quả, CLANNAD xếp vị trí thứ hai trong tốp 10 game, sau Final Fantasy X; ba trò chơi khác của Key là Kanon, AIR và Little Busters! lần lượt chiếm các vị trí 5, 7 và 10.
Chuyển thể anime của CLANNAD đã nhận được nhiều sự hoan nghênh. Trong khi bộ anime đầu tiên là CLANNAD thì nhận nhiều đánh giá khác nhau từ tích cực đến hỗn tạp thì bộ anime thứ hai là CLANNAD ~After Story~ lại nhận được sự đánh giá hoan nghênh gần như tuyệt đối. Trang web THEM Anime Reviews đã đánh giá số điểm của toàn bộ loạt phim CLANNAD là 4 trên 5, với nhận xét của nhà phê bình Tim Jones miêu tả bộ anime đầu tiên là «Bộ phim gây xúc động nhất và là bộ anime phỏng theo nét vẽ của Key tốt nhất» và nhà phê bình Stig Høgset nói về bộ anime thứ hai After Story rằng «Có sự kết hợp hài hòa giữa những bi kịch và cảm xúc, rất dễ dàng trong việc xé tim của bạn ra từng mảnh. Đây là nơi mà thời gian cất cánh bay vút lên và cho mọi người cảm nhận được sức mạnh của các tình cảm trong thực tế.». Các thành viên của Anime News Network đã đánh giá bộ anime CLANNAD ~After Story~ đạt 9,02 trên 10 điểm, với hơn 2000 phiếu bầu và đứng đầu bảng xếp hạng tốp 10 anime xuất sắc nhất của họ. Theron Martin cũng đưa ra bản bình luận tại Anime News Network, ông đánh giá bộ anime đầu tiên là 'B+' và nhận xét rằng nó sử dụng phong cách Moe, tuy nhiên vẫn nói rằng nó hấp dẫn đối với những fan đam mê phong cách này. Martin đã nhận xét về bộ anime thứ hai CLANNAD ~After Story~ theo hướng tích cực hơn nhiều, ông đã đánh giá nó là 'A-'. Martin đã khen ngợi bộ anime thứ hai là «Có cốt truyện tốt nhất trong loạt CLANNAD», bắt đầu bằng câu «Nó rất hiệu quả trong việc xây dựng và giãi bày các tình cảm, củng cố chủ đề chính của toàn bộ loạt phim CLANNAD (sự quan trọng của gia đình) với những hình ảnh đỉnh cao trong việc truyền tải cảm xúc.», thậm chí ông còn nói «Chỉ có những người bất cần đời nhất mới không bật khóc ở một số điểm cao trào nhất của cốt truyện.». Trên trang web DVD Talk, nhà phê bình Todd Douglass Jr. đã đánh giá CLANNAD ~After Story~ ở hạng "Đề cử cao nhất", với câu: 
“ Hàng loạt các tình cảm mà CLANNAD đưa bạn đi qua có thể làm nhụt chí bất cứ ai. Nó duyên dáng, dễ thương, vui nhộn, bí ẩn và đau khổ, tất cả diễn ra cùng một lúc. Có rất ít câu chuyện có thể khiến mọi người nhớ và xúc động lâu như thế. ”— Todd Douglass Jr.   
 Ông đi đến quyết định là cốt truyện rất "chân thành", "Đáng nhớ về mọi mặt" cũng như "Có rất ít cốt truyện có thể đạt đến cấp độ ấy".
Phiên bản phim anime cũng nhận được nhiều đánh giá khác nhau. Tuy nhiên tất cả đều đồng ý rằng hình ảnh mà Toei Animation thực hiện không tập trung vào hiệu ứng phối cảnh như Kyoto Animation mà tập trung vào việc mô tả tâm trạng của các nhân vật khác nhau để đạt được những hiệu ứng gây xúc động mạnh. Dù vậy chất lượng hình ảnh chỉ được đánh giá là tương đương như phim anime 5 Centimeters per Second. Nội dung của phim anime CLANNAD bị đánh giá là chỉ cho các nhân vật nữ chính của loạt phim CLANNAD một vai trò nhỏ thậm chí là bị bỏ qua hoàn toàn. Cốt truyện của phim cũng gặp nhiều đánh giá không tốt. Như một nhà phê bình đã nói rằng nội dung phim hơi nhàm chán, trong khi những người khác cho ý kiến là nội dung phim chỉ nhàm chán đến 2/3 và tập trung các tình tiết gây xúc động mạnh vào cuối phim. Cốt truyện chỉ tập trung vào các cảm xúc nhân vật chính nhưng những cảm xúc đó rất sâu lắng và để lại trong lòng người xem một ấn tượng khó phai.

### Doanh số
Theo bảng xếp hạng các game dành cho bishōjo được bán tại Nhật Bản, bản giới hạn của CLANNAD đã đứng hạng nhất hai lần từ khi nó phát hành, và lần xếp hạng thứ ba phiên bản giới hạn dành cho PC đã bị tuột xuống hạng thứ 46 trên 50. Trong hai tuần đầu của tháng 6 năm 2004, nó đã nằm ở hạng 40/50. Bản chính thức của CLANNAD dành cho hệ máy PC đã xếp hạng thứ 26. Hai lần xếp hạng tiếp theo thì bản chính thức đứng ở vị trí thứ 37 và 41. Bản CLANNAD lồng tiếng có doanh số đã xếp hạng ba lần liên tiếp trong bảng xếp hạng các game dành cho hệ máy PC toàn quốc tại Nhật Bản, sau đó trong khoảng từ tháng 2 đến tháng 8 năm 2008, nó lần lượt xếp hạng 7, 20 và 40.
DVD của hai bộ anime cùng phim cho doanh số rất cao ở các cửa hàng. Bộ đĩa DVD bản giới hạn đầu tiên của CLANNAD đã đứng hạng ba trong tuần từ 19 tháng 12 đến 25 tháng 12 năm 2007. Từ bộ đĩa DVD thứ hai đến thứ năm của bản giới hạn đều dứng hạng nhất trong tuần đầu tiên phát hành, trong khi bộ đĩa DVD thứ sáu thì đứng hạng tư trong tuần từ 21 tháng 5 đến 27 tháng 5 năm 2008. Hai bộ đĩa DVD thứ bảy và thứ tám đều đứng hạng nhất trong tuần đầu tiên phát hành. Bộ đĩa DVD thứ ba đứng thứ ba trong bảng xếp hạng các DVD anime bán chạy nhất trong khoảng tháng 12 năm 2007 đến tháng 11 năm 2008. Bộ hộp đĩa Blu-ray của CLANNAD đã đứng hạng ba trong tuần từ 26 tháng 4 đến 2 tháng 5 năm 2010 và xếp hạng thứ 13 tuần kế tiếp. Bộ đĩa DVD của phim anime đã đứng hạng ba trong tuần đầu tiên phát hành và rớt xuống hạng mười ở tuần kế tiếp.
Bộ đĩa DVD bản giới hạn đầu tiên của CLANNAD ~After Story~ có doanh số xếp thứ hai trong tuần đầu tiên phát hành với 17.521 bản được bán. Bộ đĩa DVD thứ hai đến thứ tư của CLANNAD ~After Story~ đứng hạng nhất trong tuần đầu tiên phát hành với hơn 16.000 bản được bán cho mỗi bộ. Bộ đĩa DVD thứ năm đến thứ bảy cũng xếp hạng nhất trong tuần đầu tiên phát hành với hơn 14.000 bản mỗi bộ. Bộ đĩa DVD thứ tám xếp hạng nhì trong tuần đầu tiên phát hành với 19.800 bản được bán. Bộ đĩa DVD thứ sáu được xếp hạng lại từ ngày 11 tháng 5 đến ngày 17 tháng 5 năm 2009 với vị trí thứ ba cho danh hiệu DVD anime bán chạy nhất. Bộ đĩa DVD thứ bảy được xếp hạng lại từ ngày 8 tháng 6 đến ngày 14 tháng 6 năm 2009 với vị trí thứ sáu cho danh hiệu DVD anime bán chạy nhất. Bộ đĩa DVD thứ tám được xếp hạng lại từ ngày 6 tháng 7 đến ngày 12 tháng 7 năm 2009 với vị trí thứ năm cho danh hiệu DVD anime bán chạy nhất.

### Ảnh hưởng

Hình mẫu nhân vật Furukawa Nagisa trên một chiếc Itasha tại buổi triển lãm Fancy Frontier ACG lần thứ 14 ở Đài Bắc, Đài Loan

Gamania Entertainment đã tổ chức một sự kiện trong đó có CLANNAD cùng hai game trực tuyến (MMOG) nhiều người chơi nhất của họ là Hiten Online và Holy Beast Online. Khoảng ngày 26 tháng 3 đến 26 tháng 6 năm 2008, 2 game này cho các nhân vật mặc các trang phục giống với bộ đồng phục mùa đông trong CLANNAD, cùng một nút để có thể gọi một vật nuôi có hình dạng giống chú heo vật nuôi Botan của Kyou. Cũng như bất kỳ game thủ nào đạt cấp độ 20 trở lên có quyền tham gia bắt thăm với 500 người khác để có thể trúng được một món đồ trong CLANNAD như visual novel, hay các món đồ ngoài đời thực làm dựa theo visual novel như các tập hình ảnh và thông tin, thẻ trò chơi có in hình CLANNAD, khăn thể thao, ảnh cỡ lớn dán tường cùng nhiều vật dụng khác xuất hiện trong suốt visual novel.
ASCII Media Works và Vridge đã phát hành một tựa visual novel khác dành cho hệ máy PlayStation 2 mang tên Nogizaka Haruka no Himitsu: Cosplay Hajimemashita (乃木坂春香の秘密 こすぷれ、はじめました♥ Haruka Nogizaka's Secret: Cosplaying Has Begun) dựa trên cốt truyện của visual novel Nogizaka Haruka no Himitsu. Phát hành vào tháng 9 năm 2008, trò chơi cho các nhân vật mặc rất nhiều trang phục khác nhau dựa theo hình tượng nhân vật trong năm visual novel nổi tiếng phát hành bởi ASCII Media Works cũng như ba nhân vật nữ chính trong CLANNAD. Nogizaka Haruka có thể nhập vai thành nhân vật Ichinose Kotomi, Nogizaka Mika có thể nhập vai thành nhân vật Furukawa Nagisa (cho dù Mika có tóc dài còn Nagisa có tóc ngắn) và Amamiya Shiina có thể nhập vai thành nhân vật Sakagami Tomoyo. Người chơi có thể xem các hình vẽ nhân vật (CG) chỉ có trong game này khi các nhân vật đi ra ngoài lúc nhập vai vào nhân vật trong các trò chơi. Ví dụ như nếu Mika nhập vai vào nhân vật Nagisa thì hình CG cô đang ăn Dango sẽ hiện lên và cho người chơi xem lại bất cứ lúc nào. Một điểm nữa là khi nhân vật chính nhập vai thành nhân vật khác thì giọng nói của họ cũng sẽ được lồng tiếng theo nhân vật mà họ hóa thân vào, ví dụ như khi Shiina nhập vai thành Tomoyo thì giọng nói của cô sẽ được lồng tiếng bởi người đã lồng tiếng cho nhân vật Tomoyo là Kuwashima Hōko.
Một thế giới ảo 3D có tên Ai Sp@ce được phát triển bởi công ty phát triển game Headlock cho phép người dùng tương tác với những nữ nhân vật chính trong các game bishōjo như CLANNAD, Shuffle! và Da Capo II. Được phát hành vào tháng 10 năm 2008, trong thế giới ảo này mỗi trò chơi sẽ có một đảo riêng và kết nối vào đảo chính tên Akihabara nơi mà người sử dụng sẽ đặt chân đến đầu tiên từ đó sẽ đi đến các đảo khác. Người sử dụng có thể tạo ra một nhân vật avatar theo ý mình để đại diện cho họ trong thế giới ảo này, cũng như chọn một trong các nhân vật nữ trong các game để sống chung, được hiển thị như một con búp bê. Người sử dụng và nhân vật nữ sẽ đi đến một trong ba "hòn đảo" tùy thuộc vào nơi mà nhân vật nữ đã đến. Trang phục và nhà cửa cũng có thể thay đổi theo kiểu mua để thể hiện phù hợp tính cách của người sử dụng.

## Hình ảnh

Hình mẫu nhân vật Sakagami Tomoyo trên một chiếc Itasha tại buổi triển lãm Fancy Frontier ACG lần thứ 14.
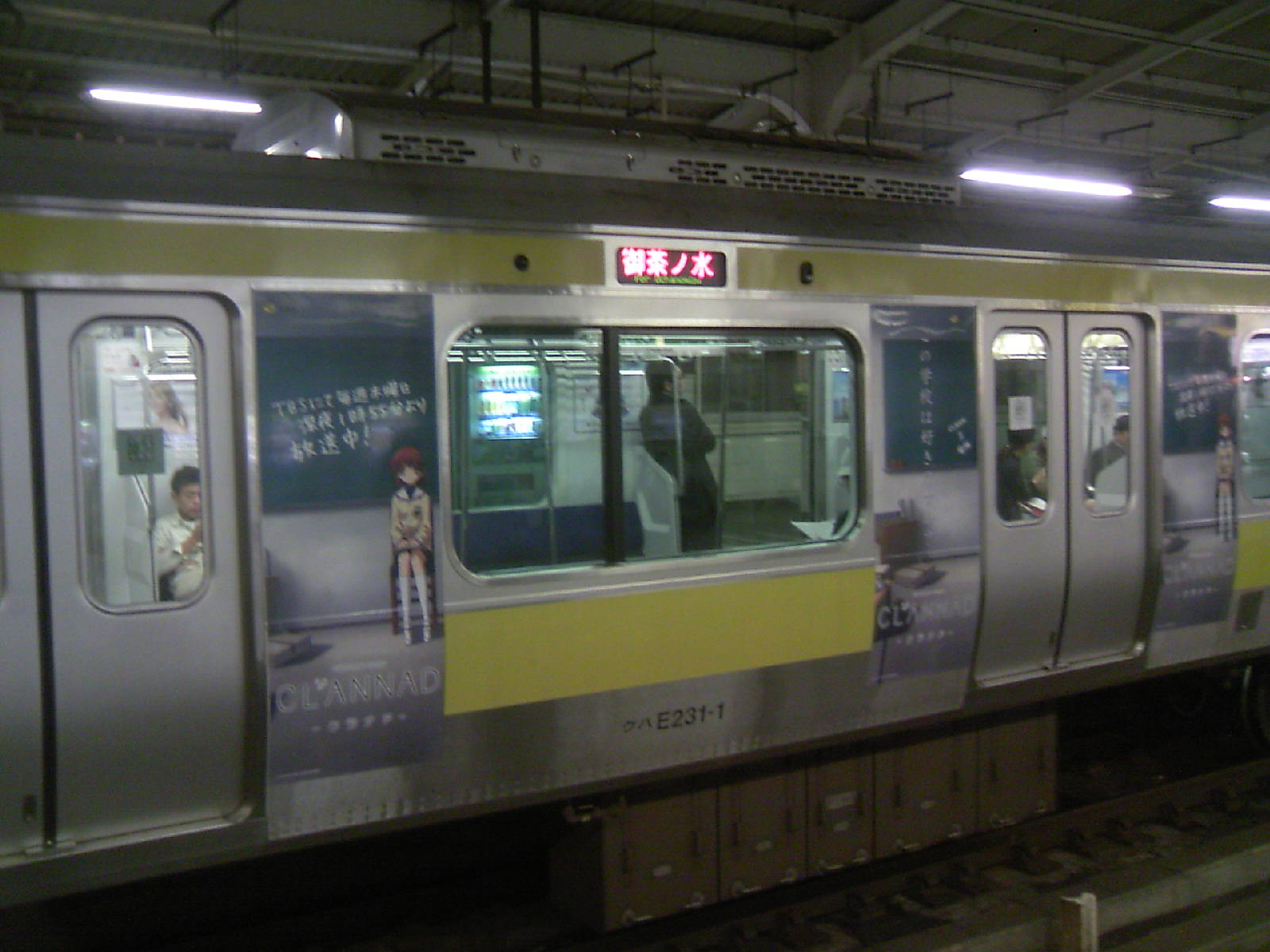
Hình mẫu nhân vật Furukawa Nagisa trên toa xe lửa mang chủ đề CLANNAD.
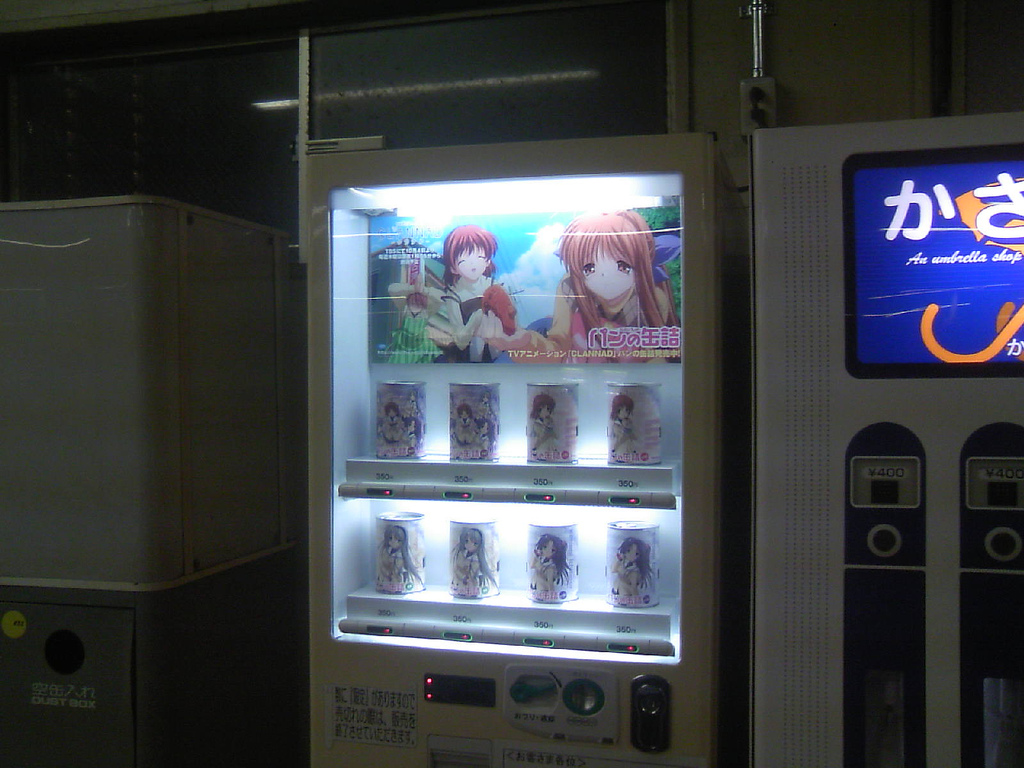
Hình mẫu các nhân vật trong CLANNAD trên một máy bán nước tự động.